# Tvåsäde
Tvåsäde, även kallat tvåskiftesbruk eller halvsäde, var ett gammalt system inom jordbruket där åkern vartannat år låg i träda och vartannat år bar säd, vanligen höstsäd eller korn. Det förekom i de flesta länder men var mindre allmänt än tresäde. Tvåskiftesbruk var ännu vid mitten av 1800-talet det förhärskande brukningssättet i Mälardalen och i Västernorrlands län samt i vissa delar av Östergötlands och Älvsborgs län, men har liksom treskiftesbruket fått vika för nyare brukningssystem.